# Andrew Desjardins
Andrew Desjardins (* 27. Juli 1986 in Lively, Ontario) ist ein ehemaliger kanadischer Eishockeyspieler und derzeitiger -trainer, der im Verlauf seiner aktiven Karriere zwischen 2003 und 2024 unter anderem 461 Spiele für die San Jose Sharks und Chicago Blackhawks in der National Hockey League (NHL) auf der Position des Centers bestritten hat. Mit den Chicago Blackhawks gewann er im Jahr 2015 den Stanley Cup.

## Karriere

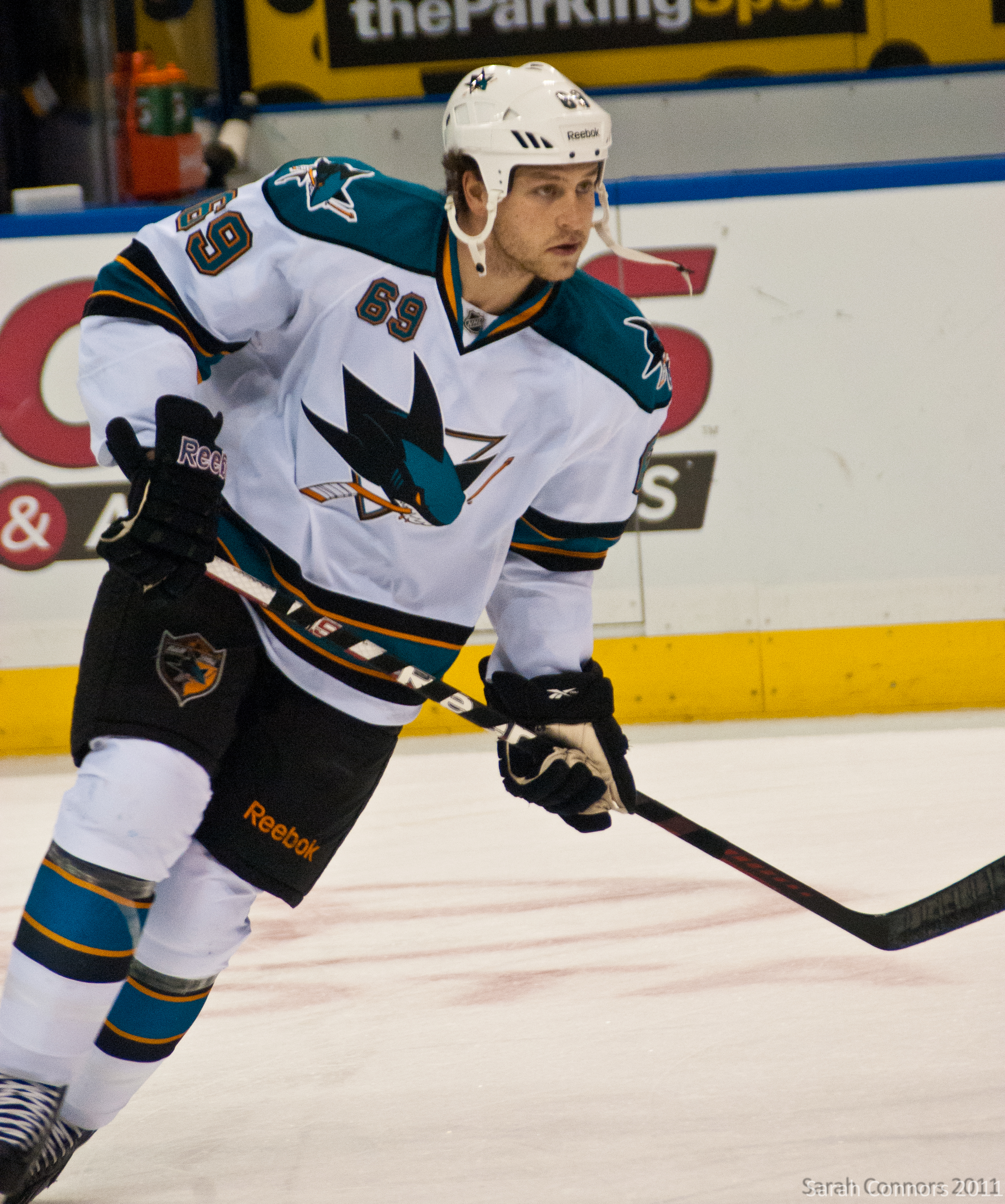
Desjardins im Trikot der San Jose Sharks (2011)

Desjardins begann seine Karriere zur Saison 2003/04 bei den Sault Ste. Marie Greyhounds in der Ontario Hockey League (OHL). Dort erreichte er in seinem Rookiejahr in 55 Spielen neun Scorerpunkte. Auch in den folgenden drei Spieljahren gehörte der Center zum Team der Greyhounds und spielte konstant. Auf 34 und 28 Scorerpunkte ließ er in seinem letzten OHL-Jahr 42 folgen. Dennoch blieb er von den Scouts der National Hockey League (NHL) unbeachtet. Lediglich für ein Trainingscamp der Los Angeles Kings im Jahr 2005 erhielt er eine Einladung.
Ungedraftet wechselte der Stürmer im Sommer 2007 in den Profibereich, als er von den Laredo Bucks aus der Central Hockey League (CHL) unter Vertrag genommen wurde. Dort beendete er die Spielzeit mit 59 Punkten und war somit drittbester Scorer des Teams. Zudem war er auch drittbester Scorer unter den Rookies und in der engeren Auswahl für die Auszeichnung zum Rookie des Jahres. Seine Leistungen hatten inzwischen die Worcester Sharks aus der American Hockey League (AHL) auf ihn aufmerksam gemacht. Diese nahmen ihn im Sommer 2008 unter Vertrag. Über Einsätze im Farmteam, den Phoenix RoadRunners aus der ECHL, empfahl sich Desjardins schließlich für einen Platz im AHL-Kader. Letztlich absolvierte er in der Saison 2008/09 74 AHL-Spiele, in denen ihm 22 Punkte gelangen. In den Playoffs ließ er weitere sechs Punkte in zwölf Begegnungen folgen. Folglich verlängerten die Sharks den Vertrag des Kanadiers im Juli 2009 um ein Jahr.
Im März 2015 tauschten die Sharks ihn mit Ben Smith von den Chicago Blackhawks, mit denen er im Anschluss den Stanley Cup gewann. Nach der Spielzeit 2016/17 erhielt er keinen weiteren Vertrag in Chicago, sodass er sich ab Juli 2017 auf der Suche nach einem neuen Arbeitgeber befand. Zunächst erhielt er einen Probevertrag bei den New York Rangers, über den er sich aber nicht für einen festen Vertrag empfehlen konnte. Im Oktober 2017 wurde er schließlich von den Adler Mannheim aus der Deutschen Eishockey Liga (DEL) bis zum Ende der Saison 2017/18 verpflichtet. Mit der Mannschaft erreichte er in dieser Saison das Playoff-Halbfinale. Sein Engagement wurde im darauffolgenden Sommer verlängert und in der Spielzeit 2018/19 wurde er mit den Adlern Deutscher Meister. Die Playoffs beendete er mit 14 Scorerpunkten, darunter neun Tore, als bester Scorer und Torjäger. Der Kanadier blieb nach dem Erfolg noch drei weitere Jahre bei den Adlern, ehe er im Mai 2022 einen Vertrag beim österreichischen Traditionsklub EC VSV aus der ICE Hockey League unterzeichnete.
Nach zwei Jahren in Villach beendete er seine Karriere und wurde Assistenztrainer der Sudbury Wolves aus der OHL.

## Erfolge und Auszeichnungen
- 2015 Stanley-Cup-Gewinn mit den Chicago Blackhawks
- 2019 Beste Plus/Minus-Bilanz der DEL-Hauptrunde
- 2019 Deutscher Meister mit den Adler Mannheim
- 2019 Topscorer und bester Torschütze der DEL-Playoffs

## Karrierestatistik
(Legende zur Spielerstatistik: Sp oder GP = absolvierte Spiele; T oder G = erzielte Tore; V oder A = erzielte Assists; Pkt oder Pts = erzielte Scorerpunkte; SM oder PIM = erhaltene Strafminuten; +/− = Plus/Minus-Bilanz; PP = erzielte Überzahltore; SH = erzielte Unterzahltore; GW = erzielte Siegtore; 1 Play-downs/Relegation; Kursiv: Statistik nicht vollständig)